# Місячний пил
«Місячний пил» (англ. A Fall of Moondust) — науково-фантастичний роман Артура Кларка, опублікований у 1961.
Місяць колонізовано землянами і навіть організовані туристичні рейси Земля — Місяць і маршрут по Морю Спраги, заповненому місячним пилом, по якому курсує туристичний корабель-пилохід.
Під час чергової екскурсії, пилохід провалився під шар пилу внаслідок виходу з-під поверхні газу.
Місячний пил — субстанція, що займає проміжне положення між пилом і рідиною, тому пошуково-рятувальній команді потрібно було постійно вирішувати нестандартні задачі.
Пилохід було виявлено тепловізором з навколомісячної космічної обсерваторії, оскільки внаслідок конвекції нагрітий двигуном корабля пил піднімався на поверхню.
А екіпаж та пасажири пилохода тим часом боролись з нудьгою, а потім з аварійними ситуаціями на кораблі:
- перегрівом через термоізоляцію спричинену пилом;
- виходом з ладу хімічних поглиначів вуглекислого газу;
- просіданням корпусу пилохода;
- розгерметизацією корпусу
- та пожежею.